# Ceroplastes rusticus
Ceroplastes rusticus är en insektsart som beskrevs av De Lotto 1961. Ceroplastes rusticus ingår i släktet Ceroplastes och familjen skålsköldlöss. Inga underarter finns listade i Catalogue of Life.